# Gojko Kličković
Gojko Kličković (Donji Petrovići, 25. ožujka 1955.), bosanskohercegovački političar, član Srpske demokratske stranke. Na lokalnim izborima 2012. izabran za načelnika općine Krupa na Uni. Bio je predsjednik Vlade Republike Srpske od 18. svibnja 1996. do 31. siječnja 1998. Na lokalnim izborima 2024. ponovo je izabran za načelnika općine Krupa na Uni.